# Tours de la Cour de justice de l'Union européenne
Les Tours de la Cour de justice de l'Union européenne sont un ensemble de trois tours construites à Luxembourg, dans le quartier du Kirchberg, qui abritent des locaux de la Cour de justice de l'Union européenne.
L'ensemble est constitué des tours jumelles Comenius et Montesquieu, construites entre 2004 et 2008, qui devinrent à leur ouverture les plus hauts bâtiments du pays avec 27 étages et 103m de hauteur, et de la Tour Rocca, qui a son inauguration en 2019 dépassa ces deux dernières avec 29 étages et 118m de hauteur.

## Conception
Les bâtiments ont été conçus par l'architecte français Dominique Perrault, qui est choisi pour le projet en 1996. Il s'agissait de tripler la capacité de la Cour (jusqu'à 100 000 m2) et de réhabiliter les bâtiments existants, construits en 1973.
Pour conférer une unité visuelle à l'ensemble, un grillage d'acier anodisé est utilisé pour les brise-soleil. Les deux tours du complexe (des parallélépipèdes) mesurent 107 m de haut. À leur pied, un autre bâtiment de 5 000 m2 héberge d'autres services. Enfin, une vaste galerie de 24 131 m2 assure la liaison entre les différents bâtiments du complexe, tout en offrant des services fonctionnels et des espaces commerciaux.

## Galerie

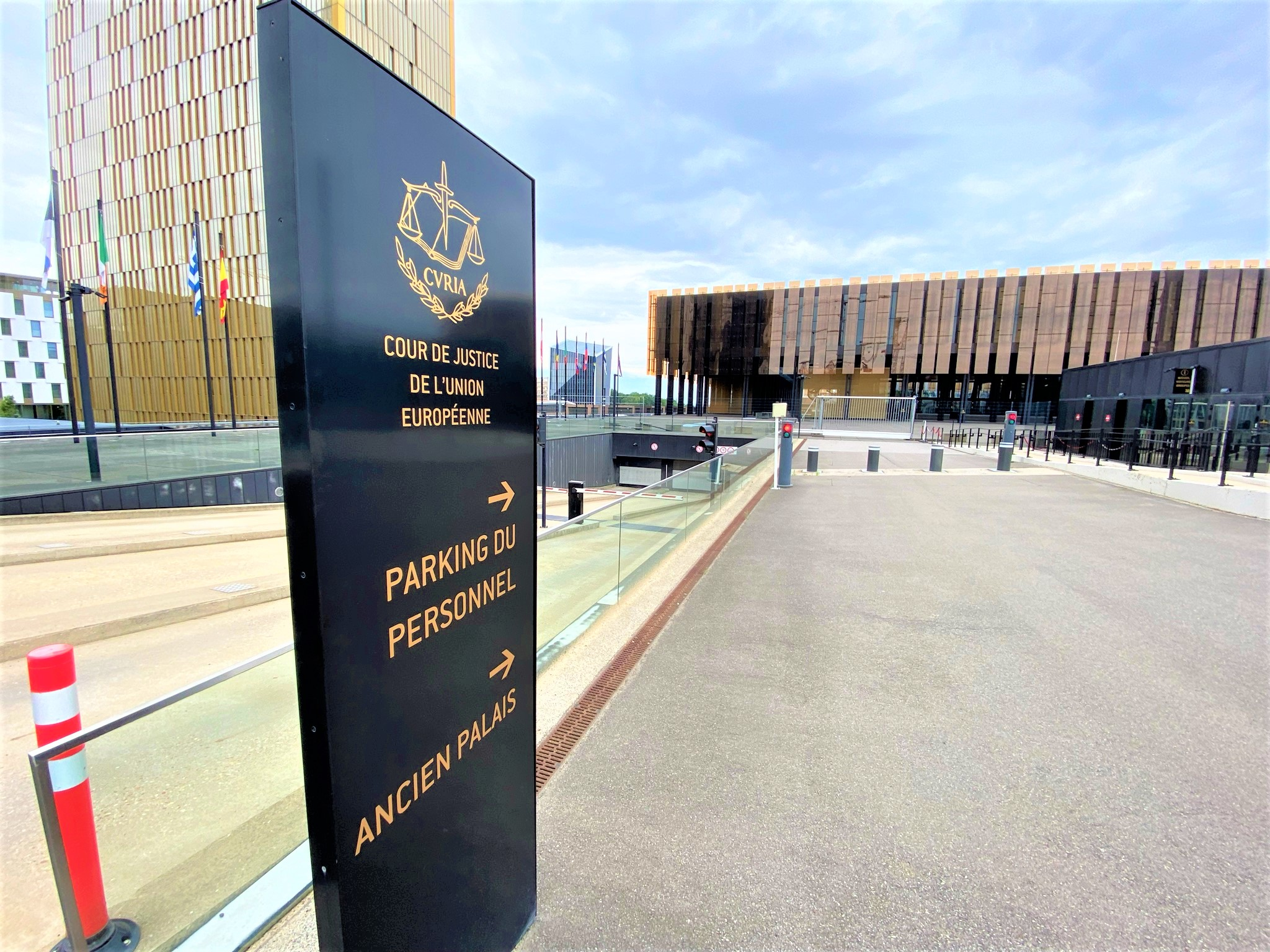

## Compléments